# 河野しずか
河野 しずか（こうの しずか、1961年6月11日 - ）、日本の女優。身長165cm。劇団民藝所属。

## 来歴・人物
1980年に劇団民藝に入団。
趣味はゴールドジム、美肴、美酒、グレン・グールドを聴取。特技は英会話、ダンス（モダン&ジャズバレエ）、歌、水泳。

## 出演作品

### テレビドラマ
- 完全犯罪の女（2000年、青木由紀）
- 街の医者・神山治郎（2001年、三千子）
- 浅草ふくまる旅館2（2007年）
- 眠れる森の熟女（2012年）
- 浅見光彦シリーズ48「幻香」（2013年、国井真由子）

### 映画
- 鶴彬-こころの軌跡-（2009年）

### 特撮
- 特捜戦隊デカレンジャー（トカーサ星人・マチカ、2004年）

### CM
- かんぽ生命
- マツダ・デミオ

### 舞台
2000年
- アンナ・カレーニナ

2004年
- マツモト・シスターズ

2005年
- 火山灰地（女人夫1）

2006年
- 安全牌（東裕美）
- エイミーズ・ビュー（エイミー・トーマス）

2007年
- 坐漁荘の人びと（初枝）

2008年
- 浅草物語（ふゆ）
- プライス（エスター）

2010年
- 他人の目（ベリンダ・シドレイ）
- 十二月（蓮見いけみ）

2013年
- 集金旅行（2013年 - 2021年、阿万克三の妻）

2014年
- 蝋燭の灯、太陽の光（2014年 - 2019年、ミス・ウォーレス）

2015年
- アマデウス
- クリームの夜（八神多恵）
- 恋文屋一葉
- コミックポテンシャル
- 十二夜
- 大正の肖像画（神近市子）
- 智恵子飛ぶ
- 放浪記

2016年
- 篦棒（大友祥子）

2018年
- 大正の肖像画（神近市子）
- 時を接ぐ（アリス・ルートヴィッヒ）